# Biscutella brevifolia
Biscutella brevifolia là một loài thực vật có hoa trong họ Cải. Loài này được (Rouy & Foucaud) Guinea mô tả khoa học đầu tiên năm 1963.